# 2013年中国渔船遭朝鲜劫持事件
2013年中国渔船遭朝鲜劫持事件，是指2013年5月5日，中国辽宁省大连市个体渔船“辽普渔25222号”被朝鲜2艘小炮艇扣押至朝鲜，朝鲜扣押中国渔民16人，索要人民币赎金60万，抢走渔船上6吨柴油，由于中华人民共和国与朝鲜民主主义人民共和国盟友关系，此事刚发生时并没有被新闻媒体曝光，后船长于学君在腾讯微博求助才得以曝光，最终被中国官方低调处理而结束，5月21日，被扣押渔船未交赎金被朝鲜释放返航中国海域。

## 背景
由于中华人民共和国和朝鲜民主主义人民共和国在黄海海域的海上分界线没有划定，朝鲜劫持中国渔船索取赎金的情况时常发生。

## 事件
2013年5月5日，大连市个体渔船“辽普渔25222号”在中国和朝鲜海上分界线附近的中国海域捕鱼作业，地点是东经123度54分，北纬38度15分的黄海海域，随后遭到朝鲜2艘小炮艇扣押，朝鲜扣押中国渔民16人。朝鲜士兵将衣服、鞋子、手机等生活物品搜刮一空，抢走6吨柴油，士兵还殴打船长，索要60万人民币赎金。
6日早晨8点，船主于学君向辽海警总队海警一支队报警。
大连边防支队“有关部门”的“有关人员”劝诫船长于学君“少交点钱解决事儿算了！你为什么把这事捅给媒体？”
5月10日，船主于学君打电话给中国驻朝鲜大使馆求助，中国驻朝鲜大使馆向朝鲜外务省领事局提出交涉，要求朝鲜尽快放人。
18日，船主于学君开通腾讯微博，发微博：“我是中国‘辽普渔25222号’渔船船主，我向大家紧急求助：我渔船在中国海域泊流，突然被朝鲜方面扣押，我们确认是中国海域。朝方用翻译通话，勒索60万，对方持枪上船，态度蛮横。我船员目前生死未知，恳请广大网友关注，恳请外交部关注。”
5月21日，朝鲜释放扣押的中国渔船。

## 各方反应

### 政府

#### 中华人民共和国
5月21日，中华人民共和国外交部发言人洪磊说：被朝鲜扣押的中国“辽普渔25222”号渔船已获释。中方要求朝方对此次抓扣中方渔船事件进行全面调查，并向中方作出说明，同时采取有效措施，确保此类事件不再发生。

#### 
朝鲜官方没有反应。

### 社会

#### 中华人民共和国
西部网刊登汶金让的专文《朝鲜扣留中国渔船不能放人了之》指出：“中朝睦邻友好不等于你我不分，不等于两肋插刀的江湖义气，不等于一方一味地施舍，一方不停地索取，不等于可以轻易容忍对方‘骑在头上’玩耍，更不能‘朋友虐我，一笑置之’。忍让应当是有限度的，否则就是无原则无公理！”